# Túmulo de Sêneca
Tumba de Sêneca ou Sepulcro de Sêneca é um antigo mausoléu localizado na quarta milha da Via Ápia Antiga, no quartiere Appio-Pignatelli, a cerca de um quilômetro de distância do complexo de Capo di Bove para quem vem do sul. O túmulo se apresenta como uma fachada de tijolos que o arqueólogo Antonio Canova reconstruiu no século XIX e na qual ele afixou alguns elementos arquitetônicos e decorativos em mármore (muitos dos quais hoje ausentes por terem sido roubados desde então). O arquetólogo Antonio Nibby propôs a identificação deste mausoléu com o sepulcro de Sêneca relacionando uma tampa de um sarcófago recuperado próximo dali com fontes históricas, que atestam que ficava na quarta milha da Via Ápia a villa do filósofo e onde ele se suicidou por ordem do imperador romano Nero em 65 d.C..
Ali ficava a placa indicando o início da quarta milha e, das decorações afixadas por Canova, resta apenas um fragmento de uma cabeça de um leão.